# Salamanca (pueblo)
Salamanca es un pueblo ubicado en el condado de Cattaraugus en el estado estadounidense de Nueva York. En el año 2000 tenía una población de 544 habitantes y una densidad poblacional de 11.5 personas por km².

## Geografía
Salamanca se encuentra ubicado en las coordenadas 42°10′4″N 78°46′37″O / 42.16778, -78.77694.

## Demografía
Según la Oficina del Censo en 2000 los ingresos medios por hogar en la localidad eran de $37,500, y los ingresos medios por familia eran $43,889. Los hombres tenían unos ingresos medios de $32,344 frente a los $17,813 para las mujeres. La renta per cápita para la localidad era de $16,214. Alrededor del 4.2% de la población estaban por debajo del umbral de pobreza.